# Крехов, Борис Петрович
Бори́с Петро́вич Крехо́в (10 мая 1908 — 2004) — советский и российский поэт, журналист, гвардии лейтенант. Член Союза журналистов СССР, член Союза писателей России, автор нескольких книг.

## Биография
Борис Крехов родился 10 мая 1908 года. Был воспитанником детского дома в Оренбурге. Работал в Московском Художественном театре.
В 1936 году приехал в Орехово-Зуево. Занимая пост редактора местной газеты «За торф», в 1941 году во время Великой Отечественной войны ушёл на фронт. Борис Крехов прошёл большой путь на войне — от сражений под Москвой до Эльбы. Воевал в Восточной Пруссии.
Работал военным корреспондентом газеты «Вперёд, на врага!». Принимал участие в параде на Красной площади 7 ноября 1941 года. После него Крехов написал стихотворение «Час 2 минуты».
По состоянию на 1945 год — капитан-инструктор, литератор красноармейской газеты «На разгром врага» 8-го Гвардейского механизированного корпуса.
Воевал на Дальнем Востоке в составе гвардейского отдельного артдивизиона — участвовал в освобождении Маньчжурии, закончил войну в Порт-Артуре.
После войны работал реактором радиовещания на заводе «Карболит», а также внештатным корреспондентом газеты «Орехово-Зуевская правда». Б. П. Крехов вёл немалую военно-патриотическую работу по воспитанию молодёжи. Он избирался почётным председателем клуба имени Героя Советского Союза В. И. Бондаренко.
Одним из самых известных произведений Бориса Петровича Крехова об Орехово-Зуеве является «Город на Клязьме», ставший впоследствии песней; слова стихотворения были положены на музыку И. Коробой.
Награждён орденом Красной Звезды, орденом Отечественной войны I степени, медалями «За отвагу», «За оборону Москвы».
Скончался в 2004 году.

## Публикации
- Крехов Б. П. Годы проходят, а память живёт [Худож. Д. Орлов]. — М.: Советский писатель, 1991. — 126,[1] с. : ил.; 17 см — ISBN 5-265-02218-X
- Крехов Б. П. Война и мир в сердце моём : Стихотворения. — М.: Московский рабочий, 1989. — 111,[1] с. : портр.; 20 см — ISBN 5-239-00918-X
- Крехов Б. П. Стихи. — Орехово-Зуево, 1999. — 130 с. : ил., портр.; 21 см — ISBN 5-900522-18-0
- Крехов Б. П. Драматургия. — М., 2000. — 251 с. : ил.; 20 см — ISBN 5-900522-18-0